# Arbutus arizonica
El madroño de Arizona (Arbutus arizonica) es una especie de árbol perteneciente a la familia Ericaceae que es originaria del sudoeste de los Estados Unidos y noroeste de México.

## Distribución
Se distribuye a lo largo de la Sierra Madre Occidental desde el Archipiélago Madrense al sudeste de Arizona y sudoeste de Nuevo México y sur de Jalisco. Se encuentra en Sonora, Chihuahua, y Durango, pero posiblemente no en la vecina Sinaloa.

## Descripción
Es un árbol que alcanza un tamaño de hasta 14 m de altura, y tiene la corteza de color marrón-rosado. El fruto es una baya de color rojo anaranjado.

## Taxonomía
Arbutus arizonica fue descrita por  (A.Gray) Sarg. y publicado en Garden & Forest 4(176): 317. 1891.
Etimología
Arbutus: nombre genérico latino con el que se conocía al madroño variante Europea y mediterránea de esta especie.
arizonica: epíteto geográfico que alude a su localización en Arizona.
Sinonimia
- Arbutus xalapensis var. arizonica A.Gray[3][4]